# Vista Hermosa, Santa María Chilchotla
Vista Hermosa är en ort i Mexiko.   Den ligger i kommunen Santa María Chilchotla och delstaten Oaxaca, i den sydöstra delen av landet, 280 km sydost om huvudstaden Mexico City. Vista Hermosa ligger 1 428 meter över havet och antalet invånare är 169.
Terrängen runt Vista Hermosa är bergig åt nordväst, men åt sydost är den kuperad. Runt Vista Hermosa är det ganska tätbefolkat, med 139 invånare per kvadratkilometer. Närmaste större samhälle är Huautla de Jiménez, 15,2 km söder om Vista Hermosa. I omgivningarna runt Vista Hermosa växer i huvudsak städsegrön lövskog.